# Salvador Tuset

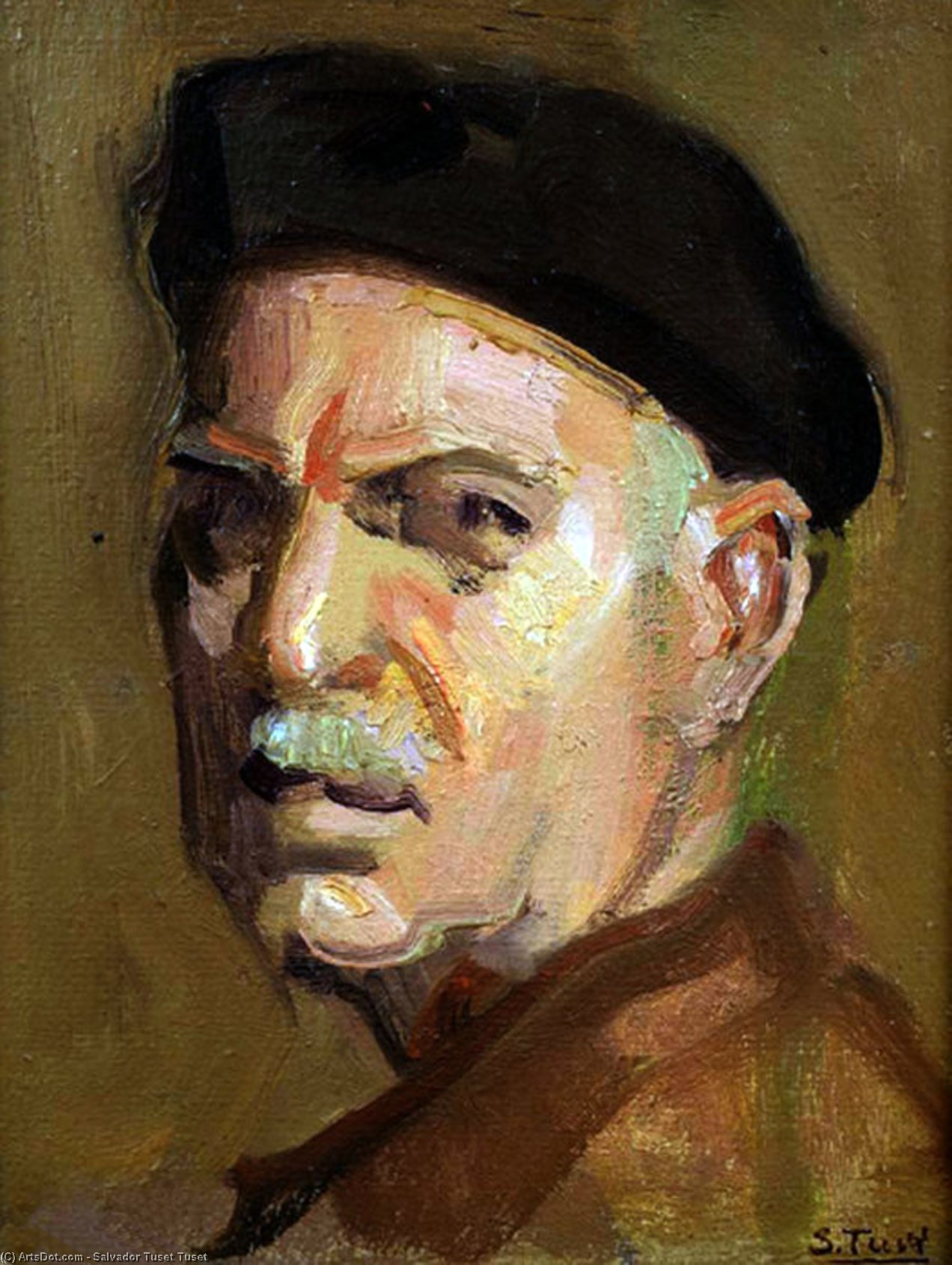
Salvador Tuset

Salvador Tuset Tuset (Valencia, 9 de noviembre de 1883-1951) fue un pintor español.
En 1898, a los 15 años de edad, se matricula oficialmente en la Escuela de Bellas Artes de San Carlos de Valencia, finalizando sus estudios en 1903.
A los 27 años, en 1911, gana la plaza de pensionado de pintura en la Academia Española de Bellas Artes de Roma. Sus compañeros en Roma fueron, entre otros, José Capuz, Tomás Murillo, José Benlliure Ortiz, Moises de Huertas, Luis Benedito, Oroz y Labrada
Tras su muerte, la ciudad de Valencia dio su nombre a una calle y a un Grupo de Enseñanza Media.
En 1972, a instancias del Colegio Oficial de Profesores de Dibujo de Valencia (que fueron sus alumnos), el Ayuntamiento de Valencia erige un monumento con su busto en las Alameditas de Serranos, obra de su hija Amparo bajo la dirección del escultor y catedrático de Bellas Artes Octavio Vicent.
Desde agosto de 2022 la Fundación Salvador Tuset Tuset, impulsada por su hija Amparo Tuset Rafecas, vela por la conservación, difusión y estudio de la obra del pintor.